# Scottish Singles and Albums Charts
Scottish Singles Chart и Scottish Albums Chart — музыкальные хит-парады Шотландии, составлением которых занимается компания The Official Charts Company, отвечающая за все официальные чарты Великобритании. Формирование чартов происходит на основе анализа данных о продажах музыкальных релизов в Шотландии, а также цифровых продаж в районах трансляций телеканалов STV North, STV Central и ITV Border.
С сентября 2001 года музыкальный хит-парад синглов Scottish Singles Top 75 и альбомный чарт Scottish Albums Top 75 публикуются в ChartsPlus в качестве приложения к основному британскому чарту UK Top 200.